# 1896年夏季奥林匹克运动会游泳比赛
1896年夏季奥林匹克运动会游泳比赛是首屆奧林匹克運動會的游泳比賽。當時沒有修建專門的游泳池，比賽在希臘比雷埃夫斯附近的齊亞灣（英語：Bay of Zea）海域進行。在海上放置空心南瓜，之間用長繩穿成一條線，用來作為隔開泳道的標誌物，當時游泳姿勢上沒有要求，任個人發揮，比賽出發方式也很奇特，先用小船把運動員載到海中搭建的平臺，運動員再由平臺出發。比賽的距離沒有經過詳細準確的測量，只是大致估計了一下。當時只有100米自由泳、500米自由泳和1200米自由泳三個項目。
比賽場地非常惡劣，加上水溫驟降加上狂風及海浪，大部分臨到比賽退出，500米比賽有29人報名，而參賽的只有3人；報名參加1200米賽的有9人，到終點時發現只有5人。
當時有一艘希臘戰艦停泊在齊亞海灣附近，大會臨時決定設立一項「100米皇家海軍水手賽」，只允許船上的水兵參加。一開始有11人報名，最後只有三人參加，可見比賽環境是多麼惡劣，連訓練有素的士兵都不堪忍受。

## 参赛国家
总共有来自4个国家的19名运动员参加此次游泳比赛：
- 奥地利（2）
- 希腊（15）
- 匈牙利（1）
- 美国（1）

## 奖牌榜
| 排名 | 国家／地区    | 金牌 | 银牌 | 铜牌 | 總數 |
| ---- | ------------- | ---- | ---- | ---- | ---- |
| 1    | 匈牙利（HUN） | 2    | 0    | 0    | 2    |
| 2    | 希腊（GRE）   | 1    | 3    | 2    | 7    |
| 3    | 奥地利（AUT） | 1    | 1    | 0    | 2    |

## 各項成績
根据国际奥林匹克委员会的相关资料记载，当时的冠军会得到一枚银牌，其它名次则没有任何奖牌。
| 項目                     | 金牌                              | 银牌                            | 铜牌                              |
| 100米自由泳 （詳細）     | 豪约什·奥尔弗雷德 · 匈牙利（HUN） | 奥托·赫施曼 · 奥地利（AUT）     | 無                                |
| 500米自由泳 （詳細）     | 保罗·诺伊曼 · 奥地利（AUT）       | Antonios Pepanos · 希腊（GRE）  | Efstathios Chorafas · 希腊（GRE） |
| 1200米自由泳 （詳細）    | 豪约什·奥尔弗雷德 · 匈牙利（HUN） | Ioannis Andreou · 希腊（GRE）   | 無                                |
| 水手100米自由泳 （詳細） | Ioannis Malokinis · 希腊（GRE）   | Spyridon Chazapis · 希腊（GRE） | Dimitrios Drivas · 希腊（GRE）    |

### 男子项目

#### 男子100米自由泳
| 排名 | 參加者                 | 国家          | 紀錄   |
| ---- | ---------------------- | ------------- | ------ |
| 1    | 豪约什·奥尔弗雷德      | 匈牙利（HUN） | 1:22.2 |
| 2    | 奥托·赫施曼            | 奥地利（AUT） | 1:22.8 |
| 3-10 | Georgios Anninos       | 希腊（GRE）   | 無記錄 |
| 3-10 | Efstathios Chorophas   | 希腊（GRE）   | 無記錄 |
| 3-10 | Alexandros Khrisafos   | 希腊（GRE）   | 無記錄 |
| 3-10 | Gardner Williams       | 美国（USA）   | 無記錄 |
| 3-10 | 其他四位選手，姓名未知 | 希腊（GRE）   | 無記錄 |

#### 男子500米自由泳
| 排名 | 參加者               | 国家          | 紀錄   |
| ---- | -------------------- | ------------- | ------ |
| 1    | 保罗·诺伊曼          | 奥地利（AUT） | 8:12.6 |
| 2    | Antonios Pepanos     | 希腊（GRE）   | 9:57.6 |
| 3    | Efstathios Chorophas | 希腊（GRE）   | 無記錄 |

#### 男子1200米自由泳
| 排名 | 參加者                 | 国家          | 紀錄     |
| ---- | ---------------------- | ------------- | -------- |
| 1    | 豪约什·奥尔弗雷德      | 匈牙利（HUN） | 18:22.2  |
| 2    | Joannis Andreou        | 希腊（GRE）   | 21:03.4  |
| 3-8  | Efstathios Chorophas   | 希腊（GRE）   | 無記錄   |
| 3-8  | N. Kartavas            | 希腊（GRE）   | 無記錄   |
| 3-8  | Gardner Williams       | 美国（USA）   | 無記錄   |
| 3-8  | 其他三位選手，姓名未知 | 希腊（GRE）   | 無記錄   |
| –    | 保罗·诺伊曼            | 匈牙利（HUN） | 未能完成 |

#### 100米皇家海軍水手賽
| 排名 | 參加者            | 国家        | 紀錄   |
| ---- | ----------------- | ----------- | ------ |
| 1    | Ioannis Malokinis | 希腊（GRE） | 2:20.4 |
| 2    | Spiridon Chasapis | 希腊（GRE） | 無記錄 |
| 3    | Dimitrios Drivas  | 希腊（GRE） | 無記錄 |